# Admiral Freebee (album)
Pour le groupe, voir Admiral Freebee.
Albums de Admiral Freebee
Songs
(2005)
Admiral Freebee , sorti en 2003, est le premier album du groupe de rock belge Admiral Freebee dont l'unique membre permanent est Tom Van Laere.

## L'album
Toutes les compositions de l'album sont de Tom Van Laere.

## Les musiciens
- Tom Van Laere : voix, guitare, harmonica, piano
- Sjang Coenen : basse
- Fred Van Den Berghe : batterie
- Hans Francken : claviers
- Guy Van Nueten : piano, Orgue Hammond, synthétiseur (*)

## Les titres
1. Get Out of Town - 5 min 38 s
2. Rags 'n' Run - 4 min 33 s (*)
3. Rebound Love - 4 min 13 s (*)
4. Ever Present - 4 min 35 s
5. There's a Road (Noorderlaan) - 2 min 39 s
6. I Got Love - 2 min 14 s
7. Mediterranean Sea - 4 min 19 s
8. Admiral For President - 5 min 48 s
9. Serenity Now ! - 3 min 32 s
10. Einstein Brain - 2 min 46 s
11. Alibies - 4 min 53 s (*)
12. Bad Year For Rock'n'Roll - 3 min 21 s

## Informations sur le contenu de l'album
- Rags 'n' Run, Ever Present et Mediterranean Sea sont les singles issus de l'album.
- Guy Van Nueten joue du piano ou des claviers sur Rags 'n' Run, Rebound Love et Alibies.
- Lars Van Bambost joue de la guitare sur Einstein Brain.
- Raf Roesems joue de la guitare sur Alibies.